# Hoektransversaal

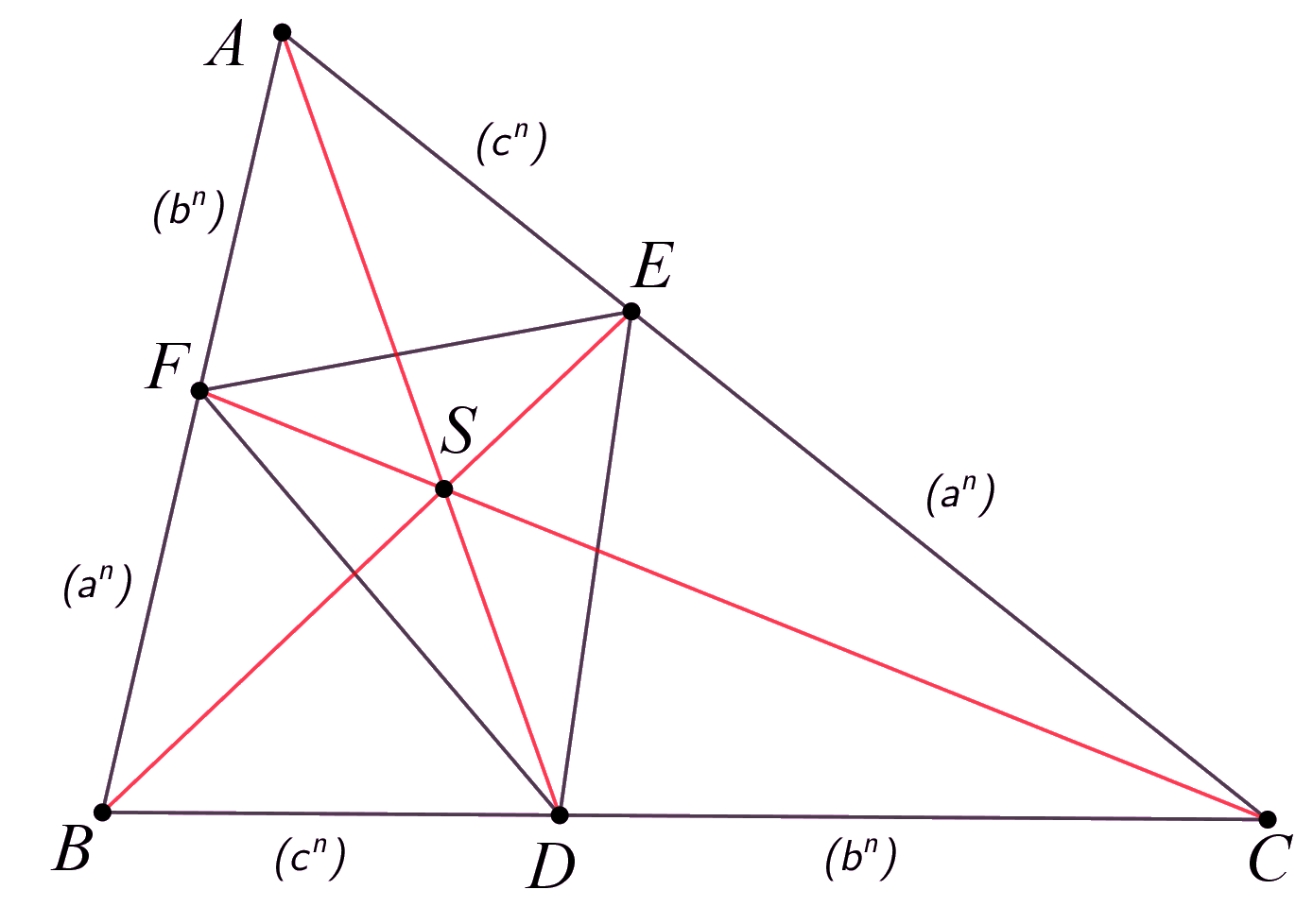
Hoektransversalen - tussen haakjes staan verhoudingsgetallen

Een hoektransversaal, ook wel ceviaan of Ceva-lijn genoemd, is in de meetkunde een rechte lijn door een hoekpunt van een driehoek.
Een lijnstuk dat een hoekpunt verbindt met een punt op de overstaande zijde, of op het verlengde daarvan, wordt eveneens hoektransversaal genoemd.
Bekende voorbeelden van hoektransversalen zijn de bissectrices van de hoeken van een driehoek, de hoogtelijnen en de zwaartelijnen van een driehoek. Als de drie hoektransversalen door eenzelfde punt S gaan, door een driehoekscentrum, dan worden de lijnen ook wel de hoektransversalen (cevianen) van het punt S genoemd.
De naam ceviaan vindt zijn oorsprong in de achternaam van Giovanni Ceva (1647–1734), een Italiaans wiskundige, die een stelling over cevianen bewees. Deze stelling draagt ook diens naam: de stelling van Ceva.

## Toepassing
Liggen op de zijden van driehoek ABC de punten D, E en F zo, dat ze elke zijde in eenzelfde macht van de twee andere zijden verdelen, zie de figuur, dus als:
{\displaystyle {{BD} \over {DC}}={{c^{n}} \over {b^{n}}},{{CE} \over {EA}}={{a^{n}} \over {c^{n}}},{{AF} \over {FB}}={{b^{n}} \over {a^{n}}}}
dan gaan de hoektransversalen AD, BE, CF volgens de stelling van Ceva door hetzelfde punt S, immers:
{\displaystyle {{c^{n}} \over {b^{n}}}\,\cdot \,{{a^{n}} \over {c^{n}}}\,\cdot \,{{b^{n}} \over {a^{n}}}=1}
Voor n = 0, 1, 2 is dan tegelijk bewezen dat in een driehoek de zwaartelijnen door hetzelfde punt gaan (S = Z), de bissectrices (S = I) en de symmedianen (S = K; K is het punt van Lemoine).